# Dela serdečnye
Dela serdečnye (Дела сердечные) è un film del 1973 diretto da Aždar Ibragimov.

## Trama
Il film racconta le malattie improvvise e le persone che le curano.